# イトスゲ
イトスゲ Carex fernaldiana はカヤツリグサ科スゲ属の植物の1つ。ホンモンジスゲ類のもので、特に葉が細いのが特徴である。

## 特徴
多年生の草本。束になって生じて株を作り、また短い匍匐茎を伸ばす。基部の鞘は淡褐色から褐色をしている。葉は特に細く、幅0.3-1mmしかない。外見では内側の葉は更に細く見え、これは葉が二つ折りになっているためだが、それを広げても1mmに達しないことが多い。
花茎は長さ15-30cm、太さは0.3-0.5mmとこれまた細く、滑らかでざらつかない。花序は頂小穂が雄性、側小穂が雌性。小穂の基部にある苞は基部が短い鞘状で長さ0.5-1.5cm、先端側の葉身部は葉状で長さ2.5-4.5cmある。この長さは小穂の長さ程度かやや短い。頂生の雄小穂は線形で長さ1-2cm、幅1-2mmで短い柄がある。雄花鱗片は淡褐色で先端は鋭く尖るか短い芒として突き出す。側性の雌小穂は線柱形で長さ0.5-2.5cm、2-5列に雌花をつける。基部には短い柄があるが、鞘からほとんど出ない。雌花鱗片は淡褐色で先端は鋭く尖るかやはり短い芒となる。果胞は長さ3-3.5mm、幅0.9-1.1mmで雌花鱗片より長く、狭卵形で稜と稜の間に4-5脈があり、表面は毛がない。先端部はやや急に狭まって短めの嘴状となり、その口には2つの小歯がある。また嘴部の縁はややざらつく。
和名は糸スゲであり、葉がまるで糸のように細いことによる。

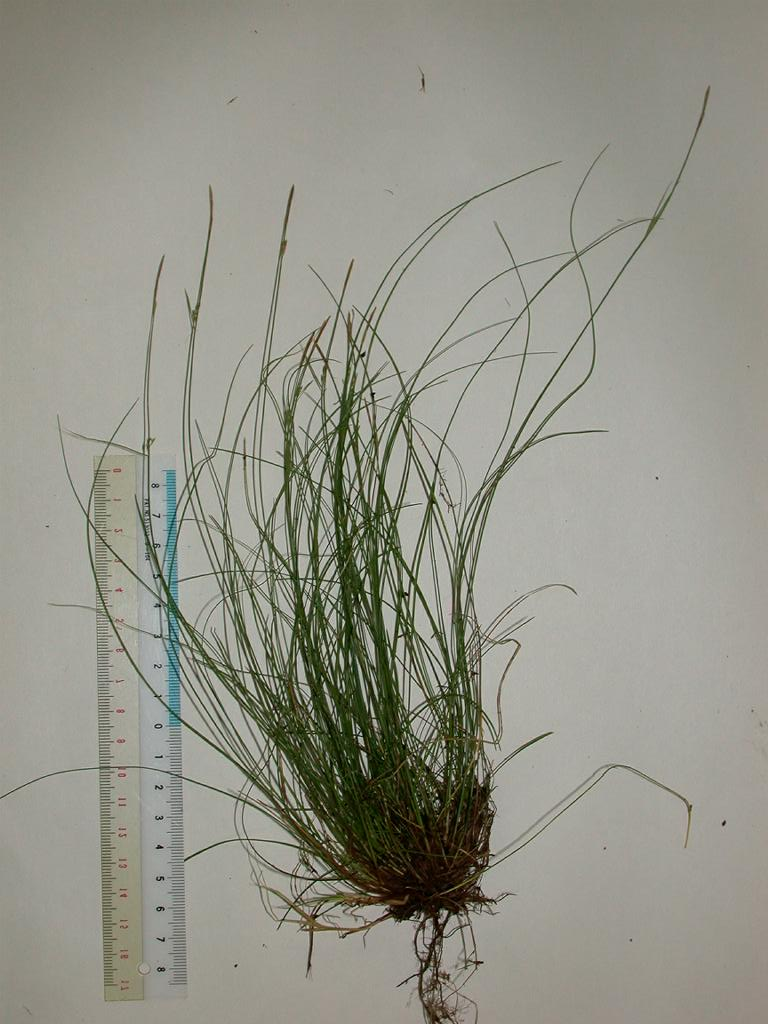
全形
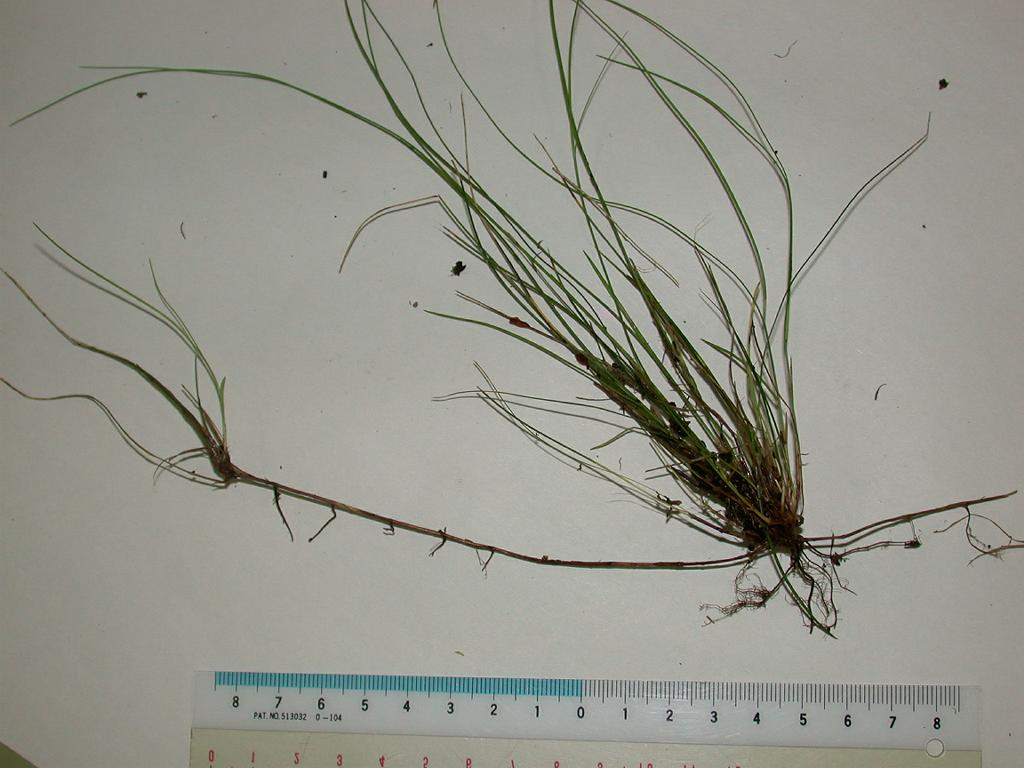
匍匐茎
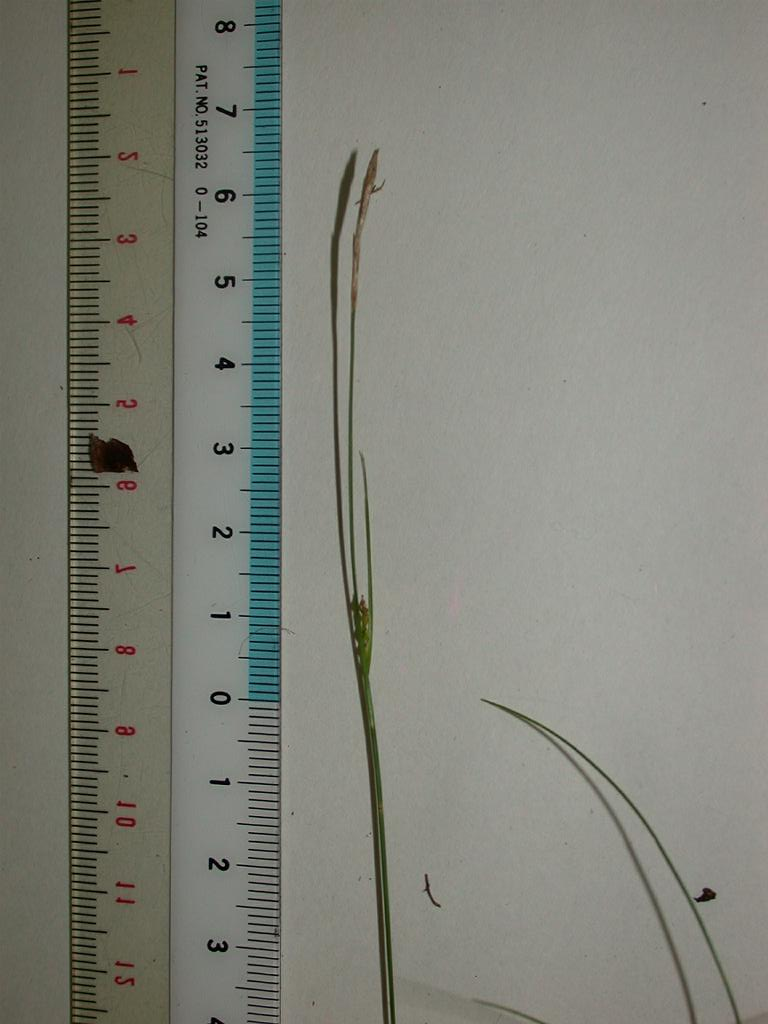
花茎の上部
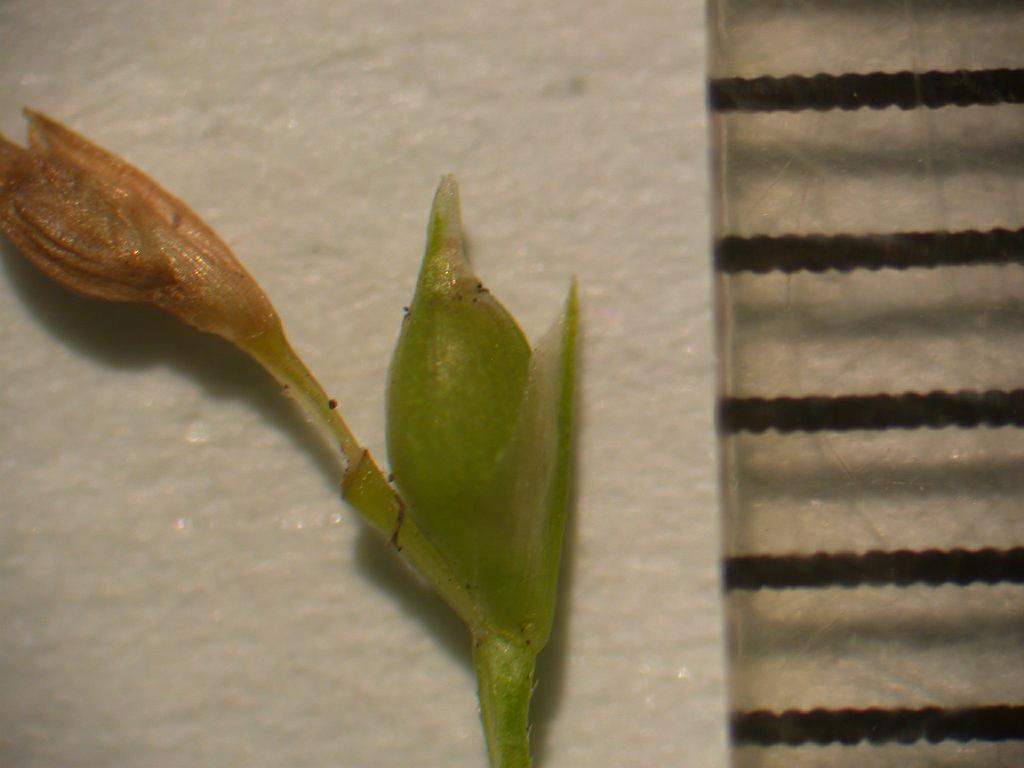
果胞
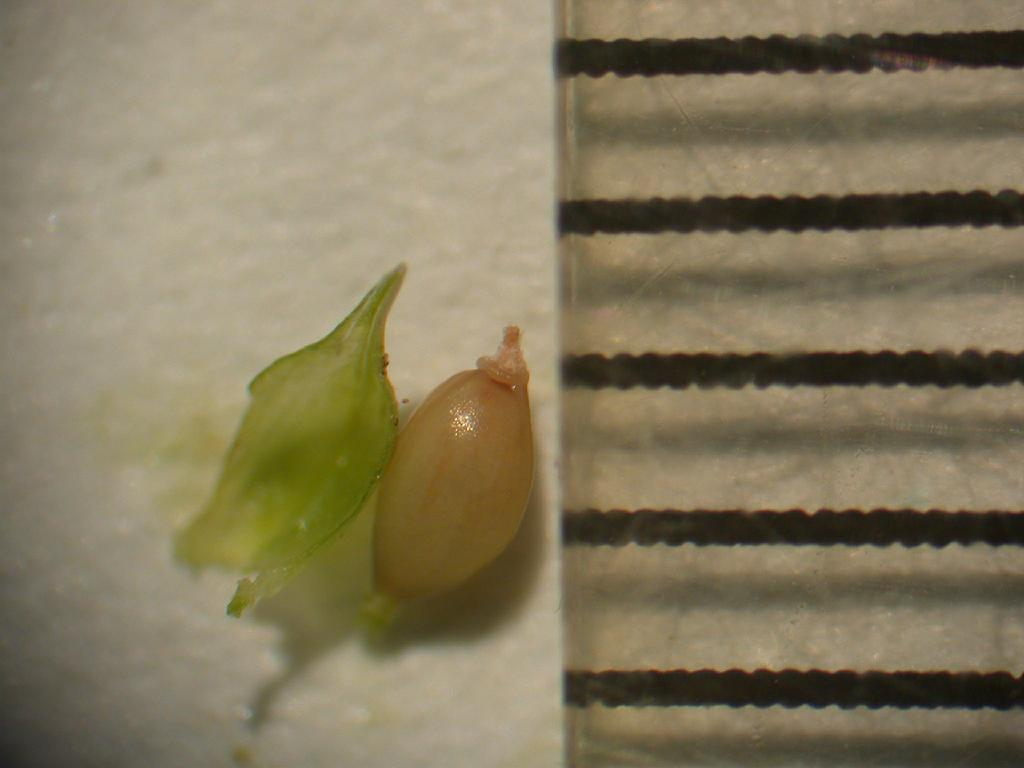
果実

## 分布と生育環境

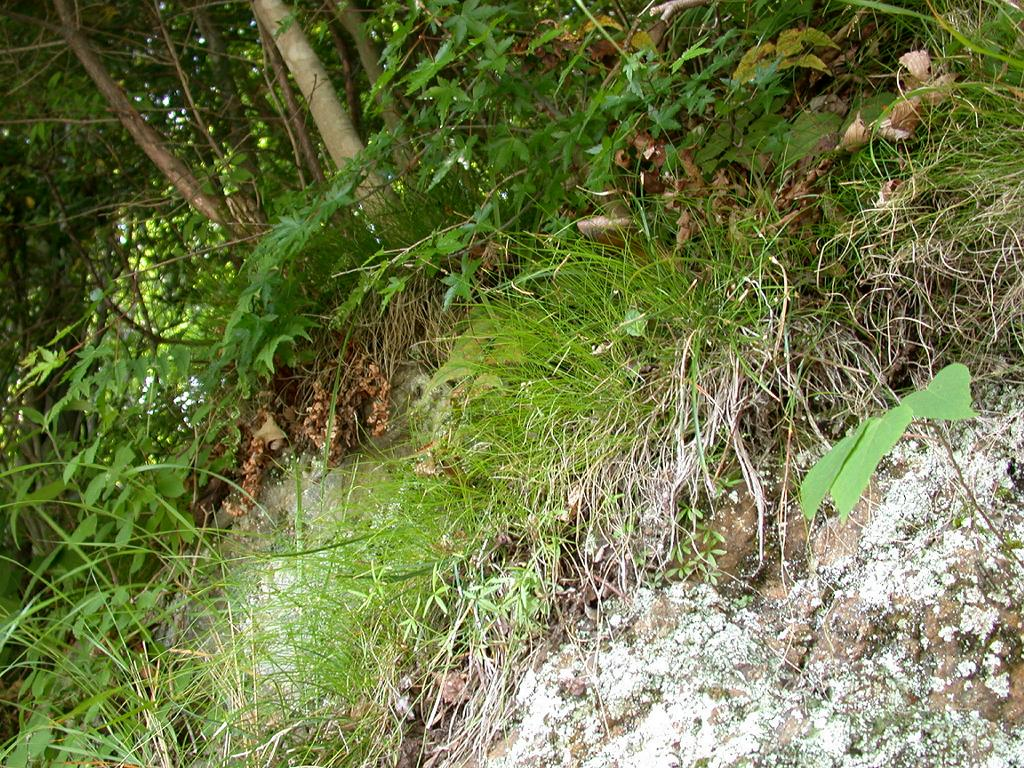
生育地の様子

分布は広く、日本では北海道、本州、四国、九州に分布域が有り、更に国外では朝鮮半島と台湾から知られる。日本の分布はこの類の分布域のほぼ全域にわたり、個体変異は大きい。ただし、本州の東北地方にはない。
乾き気味の陰地、ないし半陰地に生える。普通は森林内に生育するもので、本州中部以北ではブナ帯の落葉樹林の下に、それ以南ではシイやカシ帯の疎林や林縁に見られる。

## 分類など
本種はいわゆるホンモンジスゲ類の1つである。そのためにその分類上の扱いには多くの変遷がある。しかしその中では比較的特徴がはっきりしていることから、多くの場合に独立種として扱われてきた。目立つ特徴は葉が特に細いことであるが、他に果胞に毛がないこと、匍匐枝を出すこと、雌小穂の花数が少ないことなどが特徴となる。分布域が広く、様々な環境に出現することから変異も多い。特に乾燥した岩場に出るものは葉がとても細くなり、後述のハコネイトスゲに似てくるが、それでも小穂基部の苞は葉状部が小穂と同じ長さ程度に発達する。さらに近畿以西には葉が二つ折りや内巻になっているものも見られるとのことで、今後の検討の対象となるかも知れない。
勝山は箱根のイトスゲが他地方のそれと異なることに注目し、これをハコネイトスゲ C. hakonemontana の名で新種として発表した。この種と本種との違いとしては、この種では更に葉が細くて0.2-0.5mmしかないこと、雌小穂の基部にある苞の葉状部がこの種では葉状に発達せずに棘状であることなどが挙げられる。この種は東北地方から関東と中部の限られた地域でのみ見られる。箱根などの地域ではこの2種が同時に分布する区域もあり、ハコネイトスゲは標高500m以上に見られ、イトスゲは1200m以上に出現し、そこではこの両者が混在する。しかしこの二者ははっきり区別できるという。
なお、牧野植物図鑑の図版はハコネイトスゲの可能性が高いとのことである。

### 葉の細さについて
本種の特徴は、外見では何よりその葉の細さにある。スゲ属はタガネソウなど特別なもの以外は、全て細い葉を持っているのであるが、それでもたとえばカンスゲでは6-15mm、カサスゲでは4-8mm程度はある。ホンモンジスゲ類は特に葉が細いのが特徴であり、本種とハコネイトスゲ以外にも○○イトスゲの名を持つものが幾つかあるが、それらもその葉幅は狭いものでも1mmを超え、普通は2mm前後である。本種に葉幅の狭さで迫るものとしては類縁は遠いがヒカゲスゲの近縁種であるホソバヒカゲスゲの0.5-1.5mmがある程度である。数値だけならハリスゲ類には葉幅1mmを下回るものが幾つかあるが、それらは全体に小型であり、さほど長い葉を出さない。